# 황지니
황지니(1987년 3월 29일 ~ )는 대한민국의 배우이다.

## 연기 활동

### 드라마
- 2013년 MBC 아침드라마 《잘났어, 정말!》 ... 허영미 역

### 뮤직비디오
- 2000년 서태지 - ㄱ나니
- 2010년 세익스피어 - 햄릿

## 학력
- 서경대학교 연극영화학과